# رون مور
رون مور (بالإنجليزية: Ron Moore)‏ هو لاعب كرة قدم أمريكية أمريكي، ولد في 10 أغسطس 1977 في سانفورد في الولايات المتحدة، وتوفي في 30 مايو 2015.

## وصلات خارجية
- رون مور على موقع مرجع كرة القدم المحترفة.كوم (الإنجليزية)